# Samsat
Samsat (w starożytności Samosata) – miasto w południowej Turcji w prowincji Adıyaman. W związku z budową zapory Atatürka przeniesione w 1989 r. w nowe miejsce.